# アザーズ
『アザーズ』（英語: The Others、スペイン語: Los Otros）は、2001年のアメリカ・スペイン・フランスのスリラー映画。監督・脚本はアレハンドロ・アメナーバル、出演はニコール・キッドマンとフィオヌラ・フラナガンなど。1945年のイギリス海峡のジャージー島にある大邸宅を舞台に、光アレルギーの子どもを抱えて昼も闇の中で暮らす母親が何かの気配と怪現象におびえる姿を描いたサイコロジカルホラー・サスペンスホラー映画。キッドマンの当時の夫トム・クルーズが製作総指揮で加わっている。

## ストーリー
1945年、第二次世界大戦の終結直後のチャネル諸島ジャージー島が舞台。グレースは色素性乾皮症を患う娘アンと息子ニコラスの3人きりで、広大な屋敷で暮らしていた。夫は出征したまま帰ってこず、使用人もおらず、不安な日々を送る家族の元に、新しい3人の使用人が現れる。それを境に、屋敷で不可解な現象が次々と起き始めた。
グレースの子供たちは日光が害になるために、厚いカーテンを閉め、ランプの灯りで生活していた。子供たちを安全に、信心深く育てるために、全精力を注ぐグレース。だが、誰もいない階上からの物音や、見知らぬ子供の泣き声がグレースを混乱させた。男の子とその親たちが、この屋敷に入り込んだと話すアン。
お清めを頼むために、神父を呼びに行くグレース。しかし、深い霧に遮られて村には辿り着けなかった。霧の中で夫のチャールズと出会い、屋敷に連れ帰るグレース。だが、チャールズは忽然と姿を消してしまった。3人の使用人も、50年も前にこの屋敷で死んでいたことを知るグレース。

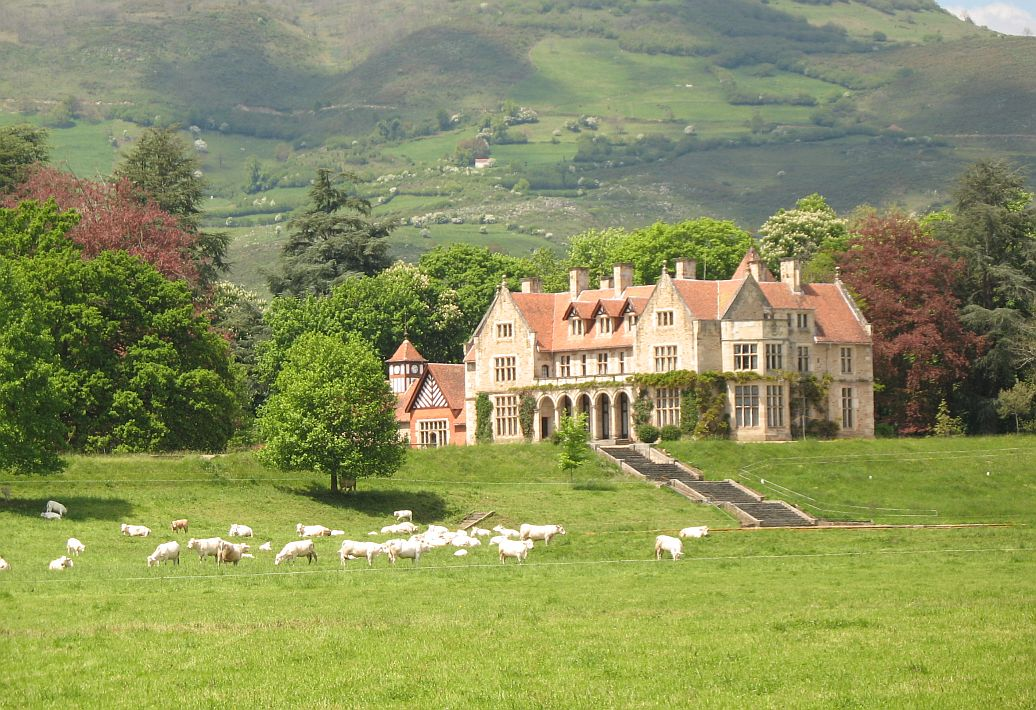
スペインにあるLos Hornillos Palace。外側が映画に使用された

3人の使用人は、この屋敷の秘密を知っていた。かつてこの屋敷では、母親が我が子を殺し、自殺する事件が起きたのだ。屋敷の中では生者と死者が折り重なるように暮らしているのだった。「互いに気づくことも、気づかないこともある」と、グレースに教える使用人たち。
見えなかった侵入者の家族を屋敷から追い出すことに成功するグレース。何が起ころうと、この屋敷はグレース親子の家なのだった。

## 登場人物
グレース
演 - ニコール・キッドマン
二人の子を持つ母親。夫のいない間、気丈に家と子ども達を守ろうとする。
チャールズ
演 - クリストファー・エクルストン
グレースの夫。出征している。
ミルズ夫人
演 - フィオヌラ・フラナガン
使用人。
アン
演 - アラキナ・マン
グレースの娘。弟をからかったりする。
ニコラス
演 - ジェームズ・ベントレー
グレースの息子。アンの弟。こわがり。
エドマンド・タトル
演 - エリック・サイクス
庭師の老人。
リディア
演 - エレイン・キャシディ
口のきけない女性。ミルズ夫人曰く、働き者。
老婆
演 - ルネ・アシャーソン
霊媒師。

## キャスト
| 役名               | 俳優                         | 日本語吹替 |
| ------------------ | ---------------------------- | ---------- |
| グレース           | ニコール・キッドマン         | 戸田恵子   |
| ミルズ夫人         | フィオヌラ・フラナガン       | 谷育子     |
| チャールズ         | クリストファー・エクルストン | 加藤亮夫   |
| アン               | アラキナ・マン               | かないみか |
| ニコラス           | ジェームズ・ベントレー       | 間宮くるみ |
| エドマンド・タトル | エリック・サイクス           | 佐々木敏   |
| リディア           | エレイン・キャシディ         |            |
| ヴィクター         | アレクサンダー・ヴィンス     | 小池亜希子 |
| マーリッシュ       | キース・アレン               | 仲野裕     |
| マーリッシュ夫人   | ミシェル・フェアリー         | 堀江真理子 |
| 老婆               | ルネ・アシャーソン           | 竹口安芸子 |
| アシスタント       | ゴードン・リード             | 石波義人   |

日本語版制作スタッフ
- 演出：高橋剛
- 翻訳：木村純子
- 録音・調整：慎次実
- 録音スタジオ：東京テレビセンター
- 音響制作担当：中西真澄、岩田哲史
- 日本語版制作：マイ・ディア・ライフ

## 特徴
しばしば見られるようなホラー作品とは異なり、血や残虐な暴力などのグロテスクな描写がほとんどなく、主人公や助演者らの緊張に満ちた表情、明暗のコントラストやズーミングの画面、そして空間を断ち切るような場面描写によって、不可解な心理的恐怖を全面に出す作品に仕上がっている。その悲しく切ない謎のストーリーは、驚愕のラストにいたって解き明かされ、104分間のスリリングな時間が締めくくられる。
島の古い屋敷が舞台とはいえ、カメラはこの風光を存分に映し出すことなく大半のシーンにおいて屋敷内に留まって登場人物を追い、物語は完結する。また、脚本の主要な部分であるとされる二人の子どもの病についても、屋敷の内外を敢えて遮断し、内的空間を強調するための場面構成手法の一部でしかない。終戦に至るまでドイツの支配下にあったというこの島の歴史的現実背景も物語に関与することなく、ただ只この屋敷に置かれた主人公家族、ひいては主人公の女性ひとりの不幸な境遇だけがストーリーの骨子である。ニコール・キッドマンが演じるこのヒロインだけが現実的で鮮やかなピントの映像で写され、二人の子どもたちですら幻想的に映像処理がなされている。原作本をもたない、監督自らの構想・脚本による映像化ならではの表現である。目立たないが、要所に現れてミステリを支える音楽も監督自身の作曲によるものである。
外側から屋敷の全体像を捉えるラストシーンにおいて、謎の最後の部分が暗示的に解明され、この映画の不安・恐怖へのカタルシスともしている。

## 評価
Rotten Tomatoesによれば、166件の評論のうち高評価は83%にあたる138件で、平均点は10点満点中7.2点、批評家の一致した見解は「『アザーズ』は映画を気味の悪いものにするために高価な特殊効果を必要としないことを思い出させてくれる不気味なスリラーである。」となっている。
Metacriticによれば、29件の評論のうち、高評価は23件、賛否混在は5件、低評価は1件で、平均点は100点満点中74点となっている。
この映画は生きた人間ではなく幽霊同士の精神的な交流を主に扱っているが、『オブザーバー』誌のウィリアム・スキデルスキーはヘンリー・ジェイムズが書いた1898年の小説『ねじの回転』からインスピレーションを得たと示唆している。